# 阿爾希耶雷伊斯科耶湖
55°33′4.17″N 49°8′21.28″E / 55.5511583°N 49.1392444°E
阿爾希耶雷伊斯科耶湖（俄语：Архиерейское озеро），是俄羅斯的湖泊，位於該國西部韃靼斯坦共和國，由萊舍沃區負責管轄，長2.14公里、寬0.49公里，面積0.61平方公里，平均水深6米，最大水深18米。